# 산값
산값(acid value, AV, acid number, neutralization number 또는 acidity)은 화학에서 특정 화학 물질의 산성을 정량화하는 데 사용되는 수치이다. 이는 시료 1그램의 산성 성분을 중화하는 데 필요한 염기(수산화 칼륨 (KOH)인 경우가 많음)의 양을 밀리그램 단위의 KOH로 나타낸 것이다. 산값은 pH 값을 갖지 않는 기름, 지방, 왁스, 수지 등 수용성 이 아닌 물질의 산성을 측정한다.
산값은 지방산과 같은 화학 화합물 또는 화합물 혼합물 내의 카복실산 그룹(−C(=O)OH) 수를 나타내는 척도이다. 다시 말해, 물질에 존재하는 유리 지방산 (FFAs)의 양을 측정하는 것이다. 일반적인 절차에서는 알려진 양의 시료를 유기 용매(아이소프로판올인 경우가 많음)에 녹이고, 알려진 농도의 알코올성 수산화 칼륨(KOH) 용액으로 페놀프탈레인을 색 지시약으로 사용하여 적정한다. 기름 시료의 산값은 기름의 노화 정도를 나타내며, 기름을 교체해야 할 시기를 결정하는 데 사용될 수 있다.
중화된 95% 에탄올과 혼합된 액체 지방 시료는 0.1 eq/L 규정 농도의 표준화된 수산화나트륨으로 페놀프탈레인 종말점까지 적정된다. 수산화나트륨의 부피와 규정 농도는 시료의 무게와 함께 사용되어 유리 지방산 값을 계산한다.
산값은 일반적으로 KOH 밀리그램/시료 그램(mg KOH/g 지방/기름) 또는 KOH 그램/시료 그램(g KOH/g 지방/기름)으로 측정된다.

## 계산
예를 들어, 원유 분석의 경우:
{\displaystyle AV=(V_{eq}-b_{eq})N{\frac {\text{56.1 g/mol}}{W_{\text{oil}}}}}
여기서 KOH는 적정 시약이고, 원유는 적정 대상이다.
Veq는 등가점에서 원유 시료와 1 ml의 스파이킹 용액에 의해 소비된 적정 시약의 부피(ml),
beq는 등가점에서 1 ml의 스파이킹 용액에 의해 소비된 적정 시약의 부피(ml),
56.1 g/mol은 KOH의 분자량,
Woil은 시료의 질량(그램)이다.
적정 시약의 규정 농도(N)는 다음과 같이 계산된다.
{\displaystyle N={\frac {1000\times W_{\text{KHP}}}{{\text{204.23 g/mol }}\times V_{eq}}}}
여기서 WKHP는 50 ml의 KHP 표준 용액에 포함된 프탈산 수소 칼륨 (KHP)의 질량(그램),
Veq는 등가점에서 50 ml KHP 표준 용액에 의해 소비된 적정 시약의 부피(ml),
204.23 g/mol은 KHP의 분자량이다.

## 활용
지방 또는 기름 시료 내 유리 지방산(FFAs) 양의 증가는 트라이글리세라이드의 가수분해를 나타낸다. 이러한 반응은 라이페이스 효소의 작용으로 발생하며, 이는 부적절한 처리 및 저장 조건을 나타내는 지표이다. 효소의 출처는 기름이나 지방이 추출된 조직일 수도 있고, 미생물을 포함한 다른 세포로부터의 오염물일 수도 있다.
광물유 및 바이오디젤의 산값 측정에는 ASTM D 974 및 DIN 51558과 같은 표준 방법이 있으며, 특히 바이오디젤의 경우 유럽 표준 EN 14104와 ASTM D664가 전 세계적으로 널리 사용된다. 바이오디젤의 산값은 EN 14214 및 ASTM D6751 표준 연료 모두에서 0.50 mg KOH/g 미만이어야 한다. 이는 생성된 유리 지방산이 자동차 부품을 부식시킬 수 있기 때문이며, 이러한 한도는 차량 엔진과 연료 탱크를 보호한다.
낮은 산값은 비누에 의한 좋은 세정 효과를 나타낸다.
기름과 지방이 산패되면 트라이글리세라이드가 지방산과 글리세롤로 변환되어 산값이 증가한다. 유사한 상황은 바이오디젤의 노화 과정에서 유사한 산화를 통해, 장시간 고온에 노출될 때(에스터 열분해), 또는 산이나 염기에 노출될 때(산/염기 에스터 가수분해) 관찰된다.
산값과 수분 함량이 높은 폐식용유의 에스터교환 반응은 도데카텅스토인산 (PW12)과 같은 헤테로폴리산을 촉매로 사용하여 수행될 수 있다.
2007년 사후 외는 폴랑가유 칼로필룸 이노필룸 식물 추출물의 모노에스터로 구성된 바이오디젤을 3단계 에스터교환 반응을 통해 생산하고, 고속 디젤과 혼합하여 단일 실린더 디젤 엔진에서 디젤 대체제로 사용할 수 있는지 시험했다.

## 시험
초임계 이산화탄소 (scCO2) 및 가압 액체 추출 (PLE)을 포함하는 친환경 공정을 통해 얻은 해바라기 및 콩기름과 같은 기름의 총 산도, 지방산 프로필 및 유리 지방산 (FFAs)을 결정할 수 있다. 산도를 유발하는 주요 지방산의 식별 및 분리는 지방 및 기름 제품의 품질을 높일 수 있다.
2020년, 댈러스 그룹 오브 아메리카 (DGA) 및 미국 기름 화학회 (AOCS)는 식용유의 유리 지방산 시험을 위한 표준 방법 (5a-40)을 개발했다. DGA는 5a-40 시험 방법을 기반으로 하는 간편 시험 키트를 생산했다.

## 다양한 지방과 기름의 산값
| 지방 / 기름   | 산값 (mg KOH / g 시료) |
| ------------- | ---------------------- |
| 밀랍          | 17 – 36                |
| 카놀라유      | 0.071 – 0.073          |
| 옥수수유      | 0.223 – 0.224          |
| 콩기름        | 0.60 – 0.61            |
| 버진 올리브유 | 0.8 – 2                |
| 폐식용유      | 0.1 – 2.5              |

## 같이 보기
- 아민가
- 브로민 수
- 산화·환원 반응
- EN 14214
- 산패